# Экстин, Лейтон
Лейтон Экстин (англ. Leighton Eksteen; род. 15 сентября 1994 года, Риверсдейл, ЮАР) — южноафриканский регбист, полузащитник веера клуба «Динамо» (Москва).

## Игровая карьера

### SWD Eagles
В 2012 году Лейтон был выбран «СВД Иглз» на юношеском соревновании по регби среди старшеклассников в возрасте до 18 лет. В 2013 году выступает за команду «СВД Иглз» до 19 лет, где проведя всего 4 матча, стал лучшим бомбардиром с 76 очками. В матче против «Пумас» Экстин сделал хет-трик из попыток. В следующем году выступал уже за команду до 21 года, где провел 2 матча, набрал 21 очко, после чего перешел в основной состав клуба для выступления в Кубке Карри. Уже спустя несколько дней дебютировал во взрослым регби, а в следующем матче набрал свои первые очки, занеся попытку. В 2015 году в рамках Кубка Карри Экстин был основным бьющим в команде. Он набрал 102 очка, став лучшим бомбардиром турнира. В полуфинальном матче он набрал 27 очков, в финале 10, но его команда проиграла.

### Southern Kings
В 2016 году, благодаря успешному выступлению в Кубке Карри, перешёл в «Саутерн Кингз» и провел 5 матчей в рамках Супер Регби. После этого сезона возвращается в «СВД Иглз». В 2018 стал победителем первого дивизиона (второго по значимости после Высшего) Карри Кап. 

### ВВА-Подмосковье
В 2019 году переходит в российскую команду «ВВА-Подмосковье». В розыгрыше кубка России по регби 2021 стал главным бомбардиром турнира, набрав 36 очков.